# Nippocryptus granulosus
Nippocryptus granulosus là một loài tò vò trong họ Ichneumonidae.